# KAT-TUN
KAT-TUN is een Japanse popgroep bestaande uit de volgende 3 leden:
- Kamenashi Kazuya, 亀梨和也
- Ueda Tatsuya, 上田竜也
- Nakamaru Yuichi, 中丸雄一

Ex-leden: Akanishi Jin 赤西仁, Tanaka Koki 田中聖 en Taguchi Junnosuke 田口淳之介
De naam van de groep bestaat uit de voorletters van de leden. De A stond origineel voor Akanishi, maar sinds zijn vertrek is deze toegevoegd aan de K van Kamenashi. De tweede T stond tot oktober 2013 nog voor Tanaka. Sinds Koki zijn vertrek heeft Taguchi-kun beide T's overgenomen. KAT-TUN debuteerde op 22 maart 2006 met hun single Real Face. Deze single stond 3 weken op de nummer 1-positie met op dit moment 1.026.372 verkochte exemplaren. Van 4 april 2007 tot 24 maart 2010 had de band een eigen wekelijks uitgezonden praatprogramma getiteld Cartoon KAT-TUN.

## Leden
- Kamenashi Kazuya is het jongste lid van KAT-TUN. Hij wordt gezien als de onofficiële leider van de groep en is de leadzanger samen met Akanishi. Kamenashi debuteerde voor de rest van de groep als lid van Shuuji to Akira. Hun single, Seishun Amigo, was de bestverkopende Japanse single uit 2005. Hij staat verder ook bekend als een goede acteur, met tal van rollen in bekende drama's zoals Nobuta wo Produce, Gokusen 2 en Kami no Shizuku.
- Ueda Tatsuya is de officiële leider van de groep. Er wordt wel beweerd dat hij de mysterieuze "SPIN" is die nummers zoals GOLD en Le Ciel heeft geschreven. Bekend is wel dat hij liedjes als Love in snow, Kakigoori en Pieces heeft geschreven.
- Nakamaru Yuichi is bekend van zijn "human beatbox", die verwerkt zit in meerdere KAT-TUN-nummers. Dankzij dat talent heeft hij veel fans gekregen. Ook schrijft hij nu zijn eigen nummers, waarin hij zijn beatboxtalenten verwerkt.

Ex-leden
- Akanishi Jin was het populairste lid van KAT-TUN. Hij verliet de band kort na hun debuut om voor zes maanden Engels te gaan studeren in Los Angeles. Op 17 juli verliet hij KAT-TUN voor een solocarrière in Amerika. Ook Akanishi speelde verschillende rollen in drama's, waaronder Gokusen 2, Anego en Yukan Club. In 2010 maakte hij zijn filmdebuut in Bandage, een film over een fictieve band tijdens de jaren 90. Op 16 juli 2010 daarentegen werd bekendgemaakt dat Akanishi de band zou verlaten. Hij is nu officieel geen lid meer van KAT-TUN.
- Tanaka Koki was de hoofd-rapper van de groep. Samen met Nakamaru Yuichi vormde hij het komische duo TaNaka (Tanaka - Nakamaru). Hij moest de groep echter verlaten in 2013 na meerdere contactbreuken.
- Taguchi Junnosuke staat ook wel bekend als "Junno". Junno is het langste lid van KAT-TUN en heeft een zogenaamde "onweerstaanbare" glimlach. Hij neemt de acrobatische stunts in de shows voor zijn rekening. Ook speelde hij in de film Mohouhan, de serie Ganbatte Ikimasshoi en in de drama SP Happy!. Hij acteerde ook als Bidou in de drama Yukan Club (samen met Jin Akanishi).

## Albums, singles en dvd's
Singles
1. Real Face (2006)
2. Signal (2006)
3. Bokura no Machi de (2006)
4. Yorokobi no Uta (2007)
5. Keep the faith (2007)
6. LIPS (2008)
7. Don't U Ever Stop (2008)
8. White X'mas (2008)
9. One Drop (2009)
10. Rescue (2009)
11. Love Yourself (Kimi ga Kirai na Kimi ga Suki) (2010)
12. Going!! (2010)
13. Change Ur World (2010)
14. Ultimate Wheels (2011)
15. White (2011)

Albums
1. Best of KAT-TUN (2006)
2. Cartoon KAT-TUN II You (2007)
3. KAT-TUN III: Queen of Pirates (2008)
4. Break the Records: By You & For You (2009)
5. N.M.P (No More Pain) (2010)
6. Kusabi Kusabi (2013)

Dvd's
1. Okyakusama wa Kami Sama- Concert 55Nin Ai no Request Kotaete!! (2003)
2. KAT-TUN Live Kaizokuban (2005)
3. Real Face Film (2006)
4. Dream Boys 2006 (2006)
5. Live of KAT-TUN: Real Face (2007)
6. Cartoon KAT-TUN II You Tour (2007)
7. KAT-TUN Live Tour 2008 Queen Of Pirates (2008)
8. KAT-TUN Live Break the Records (2009)
9. KAT-TUN No More Pain World Tour (2010)

- International Standard Name Identifier: 0000 0004 7052 5718
- MusicBrainz: d52fa20a-b8ab-464b-aa6c-fb2c6ada8cb8
- Bibliotheek van het Japanse parlement: 01175074
- Virtual International Authority File: 257083533